# Paracucumaria
Paracucumaria is een geslacht van zeekomkommers uit de familie Cucumariidae.

## Soorten
- Paracucumaria capensis Thandar, 1998
- Paracucumaria deridderae Massin, 1993
- Paracucumaria mauritanica (Hérouard, 1929)
- Paracucumaria parva (Ohshima, 1915)
- Paracucumaria thalassae Cherbonnier, 1969